# 11. ceremonia wręczenia nagród Stowarzyszenia Nowojorskich Krytyków Filmowych
11. ceremonia wręczenia nagród Stowarzyszenia Nowojorskich Krytyków Filmowych – odbyła się 20 stycznia 1946. Ogłoszenie laureatów miało miejsce 1 stycznia. Podczas gali wręczono nagrody w czterech kategoriach – dla najlepszego filmu, reżysera, aktora i aktorki. Przyznano również dwie nagrody specjalne.

## Laureaci i nominowani
Opracowano na podstawie materiału źródłowego:

### Najlepszy film
- Stracony weekend
- Żołnierze
- State Fair
- Życie i śmierć pułkownika Blimpa

### Najlepszy reżyser
- Billy Wilder – Stracony weekend
- William A. Wellman – Żołnierze

### Najlepszy aktor
- Ray Milland − Stracony weekend
- Robert Mitchum – Żołnierze

### Najlepsza aktorka
- Ingrid Bergman – Urzeczona, Dzwony Najświętszej Marii Panny
- Deborah Kerr – Życie i śmierć pułkownika Blimpa, Love on the Dole
- Joan Crawford – Mildred Pierce

### Nagroda Specjalna
- The Fighting Lady (Stany Zjednoczone)
- The True Glory (Stany Zjednoczone, Wielka Brytania)